# Missa brevis n.º 9 (Mozart)
La Missa brevis n.º 9 en si bemol mayor de Wolfgang Amadeus Mozart, K. 275/272b, es la decimocuarta misa compuesta por Mozart, fue probablemente escrita antes de septiembre de 1777 para Salzburgo.

## Historia
El estreno probablemente tuvo lugar el 21 de diciembre de 1777, con el castrato Francesco Ceccarelli entre los solistas escogidos para su interpretación. Por otra parte, para algunos músicos de iglesia, como los de Wasserburg am Inn, esta obra resultó ofensiva, llegando a declarar uno de ellos que presentaba «un inicio de mofa hacia el texto sagrado».

## Estructura
La misa está escrita para solistas, coro, cuerdas y órgano, este último interpretando el bajo continuo durante la mayor parte de la obra.
Consta de seis movimientos:
1. Kyrie (Allegro, si bemol mayor, 4/4).
2. Gloria (Allegro, si bemol mayor, 2/4).
3. Credo (Allegro, si bemol mayor, 4/4).
—Et incarnatus est (Adagio).
—Et resurrexit (Allegro).
4. Sanctus (Andante, si bemol mayor, 3/4).
5. Benedictus (Andante, mi bemol mayor, 3/4).
—Osanna (Allegro).
—In excelsis (si bemol mayor).
6. Agnus Dei (Andante, sol menor, 4/4). 
—Dona nobis pacem (Allegro, si bemol mayor, 2/2).

En el Gloria y el Credo, Mozart las tradicionales fugas conclusivas. A pesar de ser una missa brevis, el Agnus Dei es muy largo y presenta "una prolongada sección para solistas y coro de 'Dona nobis pacem', que termina piano." El Dona nobis pacem está establecido como una gavota, "como un vodevil y ha sido comparado con el espécimen de su género en el final de El rapto en el serrallo".